# Southside, Alabama
Southside är en stad (city) i Calhoun County, och  Etowah County, i delstaten Alabama, USA. Enligt United States Census Bureau har staden en folkmängd på 8 400 invånare (2011) och en landarea på 49,2 km².